# Inmigración española en Chile
Gran parte de la población chilena es descendiente de españoles que emigraron como colonos a Chile (principalmente andaluces, vascos, navarros, castellanos y extremeños) entre los siglo XVI y XVIII, durante la época colonial, cuando Chile era parte del Imperio español.
Aunque las inmigraciones de otras nacionalidades europeas modificaron en muchos aspectos la base hispana de la sociedad chilena, el folclore chileno no obstante muestra orígenes españoles indudables, en especial, andaluces y vascos. Todo lo concerniente a la cultura huasa se puede rastrear con relativa facilidad en Andalucía. La lengua española y la religión católica como elementos directrices formativos, al igual que la arquitectura rural, los fundos, las haciendas e innumerable cantidad de tradiciones que sobreviven en el campo, son legado de esos colonos españoles emigrados a Chile en otras épocas.
Posteriormente, hubo nuevas olas de inmigración española durante los siglos XIX y XX. Especial mención merece la masiva llegada de refugiados producto de la guerra civil española. Los chilenos de origen español que se identifican culturalmente con España, son los cuyos antepasados llegaron después de la independencia, cómo durante la guerra civil española.
Aunque la gran mayoría de los chilenos, blancos y mestizos, son de origen principalmente español, no se identifican con España, sino únicamente con Chile, o si tienen origen de otro país europeo, con ese país. La razón es que sus antepasados llegaron de España durante la época colonial y cuando Chile buscaba la independencia, dejaron por siempre su identidad española para adoptar la naciente chilenidad. Una situación particular es la que ocurre en el Archipiélago de Chiloé, donde junto a la identidad chilena subsiste un apego testimonial a España, asociado al fenómeno del fidelismo histórico de dicha provincia.
La mayoría abrumadora de los chilenos (casi el 95 %), tiene apellidos de origen español. El 70 % es de origen castellano, el 15 % de origen vasco-navarro, un 3 % de origen catalano-valenciano. El apellido más común es González.
Por eso cuando se habla de apellidos extranjeros, no se incluye a los apellidos españoles, ya que estos se consideran apellidos chilenos. Por esa razón, sólo una minoría de chilenos por nacimiento con apellidos españoles reconocen y celebran su identidad española, por lo general de padres o abuelos nacidos en España.

## Historia
Chile fue descubierto, conquistado y colonizado por españoles en el siglo XVI, independizándose definitivamente del Imperio español en 1818, poniendo fin al Reino de Chile.
En 1910, con motivo de las conmemoraciones del Centenario de Chile como república soberana, la comunidad española residente donó el Monumento a Alonso de Ercilla, ubicado en la plaza homónima, comuna de Santiago.
No toda llegada fue con animo de conquista. En el siglo XX, la migración fue diferente después de la guerra civil española, Chile recibió exiliados políticos republicanos españoles con el arribo del barco de la esperanza Winnipeg y en forma libre de la Segunda Guerra Mundial. Especialmente en el arribo de artistas relacionados con el teatro y la música.
Durante comienzos del siglo XXI, una tercera oleada de inmigrantes españoles arribó a partir de la crisis económica española entre 2008 y 2014.

## Flujos migratorios

### Aragoneses
Aragón ha sido durante muchos años una comunidad que ha sufrido la emigración y la despoblación de muchos de sus pueblos. Emigrando a comunidades vecinas como Cataluña y Valencia y a Sudamérica principalmente a Argentina y Chile y en menor medida a Venezuela y Brasil.

### Asturianos
Los asturianos emigraron fundamentalmente hacia América, siendo mayoritaria hacia la primera década entre 1890–1930 y hacia la segunda entre los años 1960 y 1970, con perfiles fuertemente diferenciados entre una y otra.
La emigración se concentró en algunos países de América, especialmente Argentina, Cuba, Chile y México. De hecho, en el Chile independiente del siglo XIX, la primera asociación de origen asturiano que se tenga registro es de 1899, cuando se fundó la Sociedad Benéfica Progreso de Libardón, que aunó a los hijos de dicho pueblo con motivos de ayuda mutua. También hubo asturianos destacados que tuvieron participación en importantes hitos de la historia de Chile, como ocurre con don Eduardo Llanos Álvarez de las Asturias, quien tuvo un gesto de gran importancia para dicho país como lo fue el solicitar al enemigo el cuerpo de los marinos chilenos caídos en el Combate Naval de Iquique, ocurrido en 1879 contra la escuadra peruana, y que tuvo tal positivo impacto que motivó el estudio de la reanudación de las relaciones diplomáticas de Chile con España, lo que finalmente ocurrió, y que le fuera reconocido tanto por el Gobierno chileno como por el español, con sendas condecoraciones.

### Andaluces
Fueron muchos los andaluces que emigraron a Chile durante la época colonial. Algunos de los andaluces eran moriscos que escapaban la opresión en la metrópoli. La cultura huasa viene de la andaluza ya que se ve semejanzas en el traje folclórico de Chile y Andalucía, tanto en el hombre como en la mujer. También la cueca y la tonada muestra influencias arábigo–andaluzas. Otro legado importante andaluz en Chile es la lengua, cuyo acento y voseo proviene del dialecto andaluz del español.

### Castellanos
Los castellanos han emigrado a Chile durante la época colonial para gobernar el entonces Reino de Chile, para la Corona española ya que fueron los castellanos quienes fundaron el Imperio español. Forman la base de la aristocracia terrateniente, lo que luego se llamaría la aristocracia castellano-vasca. La base de las elites chilenas, aunque se hayan mezclado con los sucesivos inmigrantes europeos siguen siendo de base castellana y vasca.

### Cántabros
Los cántabros, también llamados montañeses, llegaron en un gran número junto con los conquistadores al archipiélago de Chiloé y otras regiones del sur de Chile.

### Canarios
Los canarios son una comunidad bastante reducida en Chile. Así, a diferencia de otros países americanos, el número de canarios que se asentó en el país sudamericano a lo largo de la historia fue muy escaso y está representado, fundamentalmente, por un pequeño grupo de familias que emigró al sur de Chile en 1903, obedeciendo la llamada del gobierno español, el cual había aceptado las peticiones del gobierno chileno para poblar el sur del país. Fueron un total de 55 familias canarias que, junto a otras procedentes de la península, totalizaron 88 familias que se asentaron cerca del Lago Budi y firmaron contratos con una empresa privada de la región. Las malas condiciones laborales y económicas a las que se vieron expuestos los colonos originó que muchos de ellos trataran de escapar del lugar, pero fueron detenidos y los indígenas locales, los mapuches, compadeciéndose de su situación, se aliaron con ellos. Los amerindios los aceptaron y colaboraron con ellos en la “rebelión de los canarios", y muchos canarios casaron con la población mapuche. Si bien, la natalidad de esta pequeña comunidad española de 400 personas ha dado origen a unos 1000 descendientes en la actualidad. Entre los inmigrantes canarios podemos destacar al religioso Andrés García Acosta.

### Catalanes
Los catalanes no son tan numerosos en Chile en comparación a otras comunidades. Muchos de ellos emigraron durante la guerra civil española para escapar la dictadura de Franco. Famosos chilenos de origen catalán incluyen a Arturo Prat y a Manuel Montt, entre otros. El compositor del himno nacional, Ramón Carnicer, fue catalán también.
En octubre de 1906, producto de la creciente inmigración catalana en Chile, se funda el Centre Català de Santiago de Xile, sociedad sin fines de lucro que busca ser el punto de encuentro entre catalanes, descendientes de catalanes y simpatizantes de Cataluña. Hasta el día de hoy se sostiene activa esta sociedad, que también es muy conocida por el prestigioso Restaurante Centre Català.
En 1939, hacia el término de la guerra civil española, Neruda, muy afectado por la situación de cientos de miles de españoles, principalmente catalanes militantes del Partido Comunista Español, logra convencer al Gobierno de Chile para ofrecer a algunos refugiados españoles existentes en Francia y Norte de África asentarse en el país.
Es así como es contratado un viejo barco de carga, el Winnipeg, que embarca en el puerto francés de Trompeloup - Pauillac, en el estuario de la Gironda, próximo a Burdeos, alrededor de 3000 españoles que desembarcaron en Chile.
Llegaron al puerto chileno de Valparaíso el 3 de septiembre de 1939. Dicha nómina[¿cuál?] está a disposición de las personas que deseen ubicar a sus parientes existentes en España y en Chile. Cabe señalar que Neruda, luego de ser consultado por nietos de los refugiados españoles, ha logrado contactar a familias españolas con familias chilenas descendientes de estos refugiados y que, por diversos motivos, no se conocían hasta este momento, dando lugar a emotivos encuentros de familias enteras.

### Extremeños
Los extremeños empezaron a llegar a Chile desde la conquista, ya que los conquistadores, incluyendo al mismo Pedro de Valdivia e Inés Suárez eran de origen extremeño. Junto con los andaluces y vascos, son los más numerosos en Chile. En el siglo XVI, Santiago se llamó Santiago de Nueva Extremadura.
Los estudios que acompañan esta edición facsímil muestran que, de todos los destinos a los que se dirigieron los extremeños, Nueva Extremadura fue uno de los preferidos, y que eran los terceros entre los grupos de conquistadores que llegaron a la tierra por su número y es probable que fueran más. Chile era la tercera preferencia para los habitantes de España que partían a América. En su época comentaba el licenciado Álvaro de Navia, miembro de la Audiencia de Concepción, en una carta al rey: «Este reino, como dije, ganó Valdivia, que era natural extremeño y así trajo consigo toda la gente de su tierra... en partes tan remotas la patria esparentesco muy grande.»

### Gallegos
Los gallegos no son tan numerosos en Chile como lo son en la vecina Argentina. Pero comparten la emigración masiva de mallorquines en el año 1889 hasta 1910. Chiloé se llamó Nueva Galicia.

### Vascos
Los vascos fueron muy importantes en la formación de la nación chilena. Empezaron a llegar principalmente en el siglo XVIII como comerciantes y se hicieron muy prósperos. Gran parte de ellos acababan casándose con las hijas y descendientes de los castellanos formando así la aristocracia castellano-vasca que es la base de las elites chilenas actuales. Muchos ilustres familias chilenas que han sido importantes y poderosas a lo largo de la historia nacional como los Errázuriz, Eyzaguirre, Larraín, Huidobro, etc. son de origen vasco.
Durante el siglo XVIII, se vivió en Chile una época de profundo crecimiento y larga paz. En esta época hubo una fuerte inmigración de las provincias vascas y de Navarra y el sur de Francia logrando a finales del siglo XVIII una participación conjunta vasco-navarra que se estima en un 27 % de la población chilena (18,1 % procedentes de las provincias vascas y 8,9 % de Navarra). Así, logró ser el grupo regional más numeroso de la población y sobrepasó a las comunidades nacidas en Castilla la Nueva, Castilla la Vieja y Andalucía, que eran los componentes mayoritarios de la población chilena durante el período de la Colonia. Estas familias inmigrantes se dedicaron inicialmente de forma preferente al comercio, y en los años siguientes se produjeron numerosos enlaces con familias de origen castellano que poseían tierras y títulos, dando origen a un nuevo grupo social conocido en la historia de Chile como «aristocracia castellano-vasca».
No debe confundirse la emigración de los vascos españoles con la de los vascos franceses (Iparralde) que es posterior en el tiempo (fines del siglo XIX y comienzos del XX). Surgen apellidos como Etcheverry, Etchegaray, Aycaguer, Borda, Legarraga, etc.
Desde fines del siglo XIX hasta 1960 llegó una segunda corriente de emigración vasca dedicada a actividades comerciales y empresariales, desarrollan la industria del calzado y el pequeño comercio principalmente en Santiago y Valparaíso.
Para describir la relación vasco-chilena, se cita a Miguel de Unamuno quien decía para corroborarlo: 

"Hay al menos dos cosas que claramente se le pueden atribuir al ingenio vasco: la Compañía de Jesús y la República de Chile".

 Se estima entre 1 600 000 (10 %) y 3 200 000 (20 %) de los chilenos tiene algún apellido de origen vasco o navarro.

## Centros e instituciones españolas en Chile

### Arica y Parinacota
- Centro Español Arica

### Tarapacá
- Casino Español de Iquique
- Compañía Española de Bomberos n.º1"Iberia" - Iquique
- Sociedad de Damas Españolas - Iquique
- Sociedad de Beneficencia Española de Iquique

### Antofagasta
- 7.ª. Cía. de Bomberos “Bomba España" Antofagasta
- Sociedad Española de Beneficencia de Antofagasta
- Centro Español de Antofagasta

### Coquimbo
- Colectividad Española de Coquimbo

### Valparaíso
- Centro Español de Los Andes
- Sociedad Española de Beneficencia - Los Andes
- Soc. de Beneficencia Damas Españolas de Valparaíso
- 7a. Cía. de Bomberos "Bomba España" Valparaíso
- Sociedad Española de Beneficencia Valparaíso
- Club Español de Reñaca (Viña del Mar)
- Estadio Español de Valparaíso - Viña del Mar
- Eusko Etxea - Casa Vasca Valparaíso - Viña del Mar
- Centro Cultural y Social Círculo Español de San Antonio

### Región Metropolitana de Santiago
- Asociación de Instituciones Españolas en Chile (AIECH)
- Colectividad Aragonesa de Chile
- Centro Vasco de Santiago
- 10a. Cía. de Bomberos "Bomba España" - Santiago
- Cámara Oficial Española de Comercio de Chile
- Centro Navarro de Chile
- Círculo de Profesionales Hispánicos
- Círculo Español de Santiago
- Colectividad Andaluza de Chile
- Colectividad Asturiana de Chile
- Centro Médico Español
- Colectividad Madrileña de Chile
- Comité de Damas de A.I.E.CH.
- Confederación de Bombas Españolas en Chile
- Hogar Español de Santiago
- Lar Gallego de Santiago
- Sociedad Benéfica La Rioja
- Sociedad Española de Socorros Mutuos y Beneficencia
- Club de Fútbol Unión Española
- Agrupación Winnipeg (Santiago)
- Centre Català de Santiago de Xile
- Estadio Español de Las Condes
- Sociedad Española de Beneficencia Las Condes
- Colectividad Valenciana de Chile Providencia
- Instituto Chileno de Cultura Hispánica Providencia

### O'Higgins
- Centro Español de Rancagua
- Centro Español de San Fernando
- Sociedad Española de Beneficencia de San Fernando

### Maule
- Centro Español de Curicó
- Club Deportivo Español de Curicó
- Estadio Español de Curicó
- Sociedad de Damas del Pilar de Curicó
- Sociedad Española de Beneficencia de Curicó
- Estadio Español de Linares
- Sociedad Española de Beneficencia - Linares
- 5a. Cía de Bomberos Bomba España de Talca
- Centro Español de Talca
- Club Deportivo Español de Talca
- Escuela Especial España Talca
- Ropero Español de Talca
- Sociedad Española de Beneficencia de Talca

### Ñuble
- Centro Español de Chillán
- Hogar Español de Chillán
- Sociedad Española de Beneficencia de Chillán

### Biobío
- Estadio Español de Chiguayante
- Centro Español de Concepción

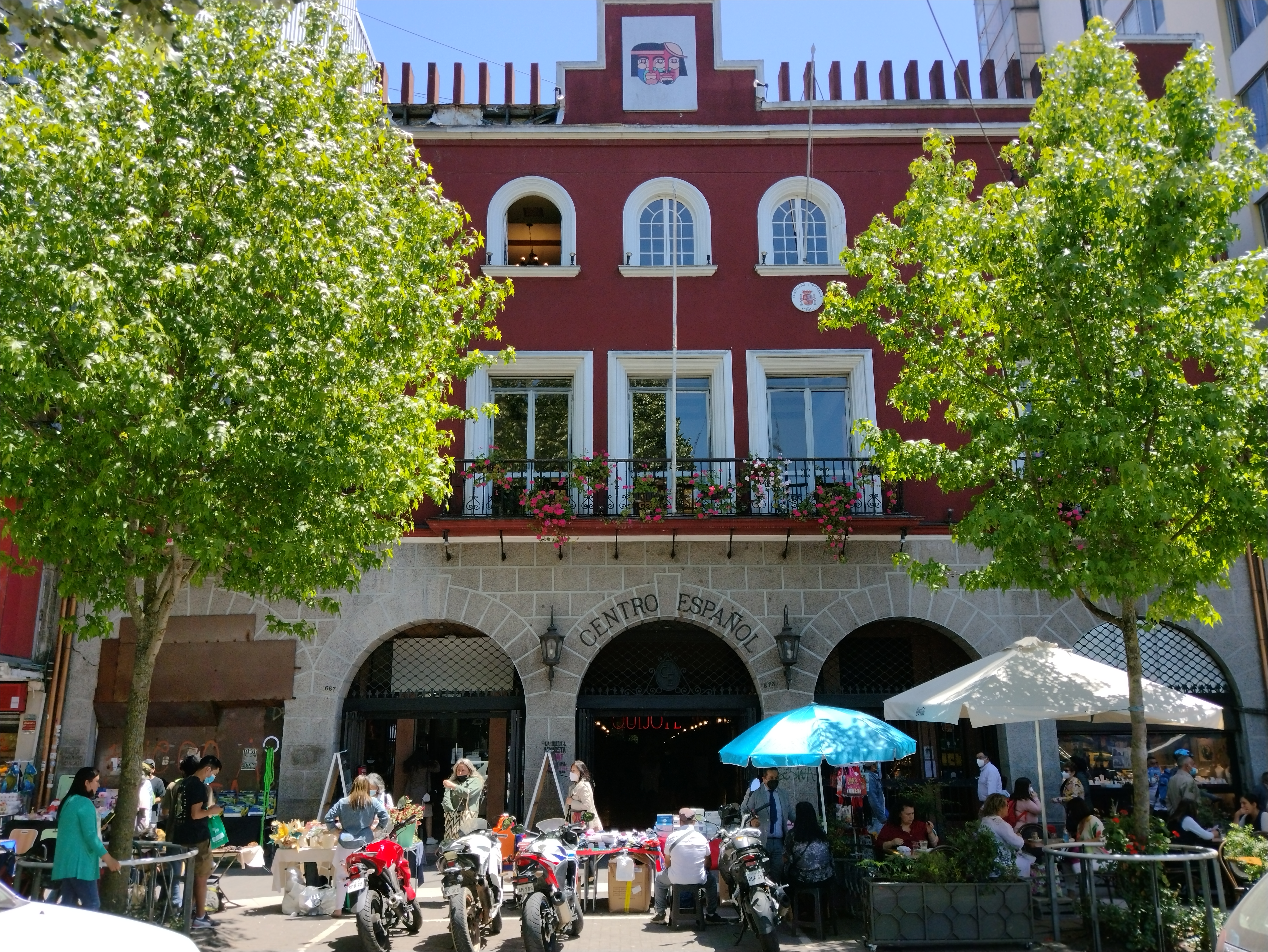
Centro Español de Concepción

- Sociedad Española de Beneficencia de Concepción
- Centro Español de Los Ángeles
- Club Deportivo Social y Cultural Iberia de Los Ángeles

### Araucanía
- 4a. Cía. de Bomberos Bomba España - Temuco
- Centro Español de Temuco
- Sociedad Española de Beneficencia de Temuco

### Los Ríos
- Centro Español de Valdivia
- Octava Compañía de Bomberos de Valdivia - Bomba "España"
- Escuela España

### Los Lagos
- Club Deportivo Español de Osorno
- Sociedad Española de SS.MM. de Osorno
- Centro Español de Puerto Montt
- Novena Compañía de Bomberos de Puerto Montt - Bomba "España"
- Segunda Compañía de Bomberos de Castro - Bomba "Chiloé - España"

### Aysén del Gral. Carlos Ibáñez
- Corporación Unión Española de Coyhaique

### Magallanes y Antártica Chilena
- Centro Español de Puerto Natales
- Sociedad Española de Punta Arenas

## Relaciones diplomáticas de España en Chile

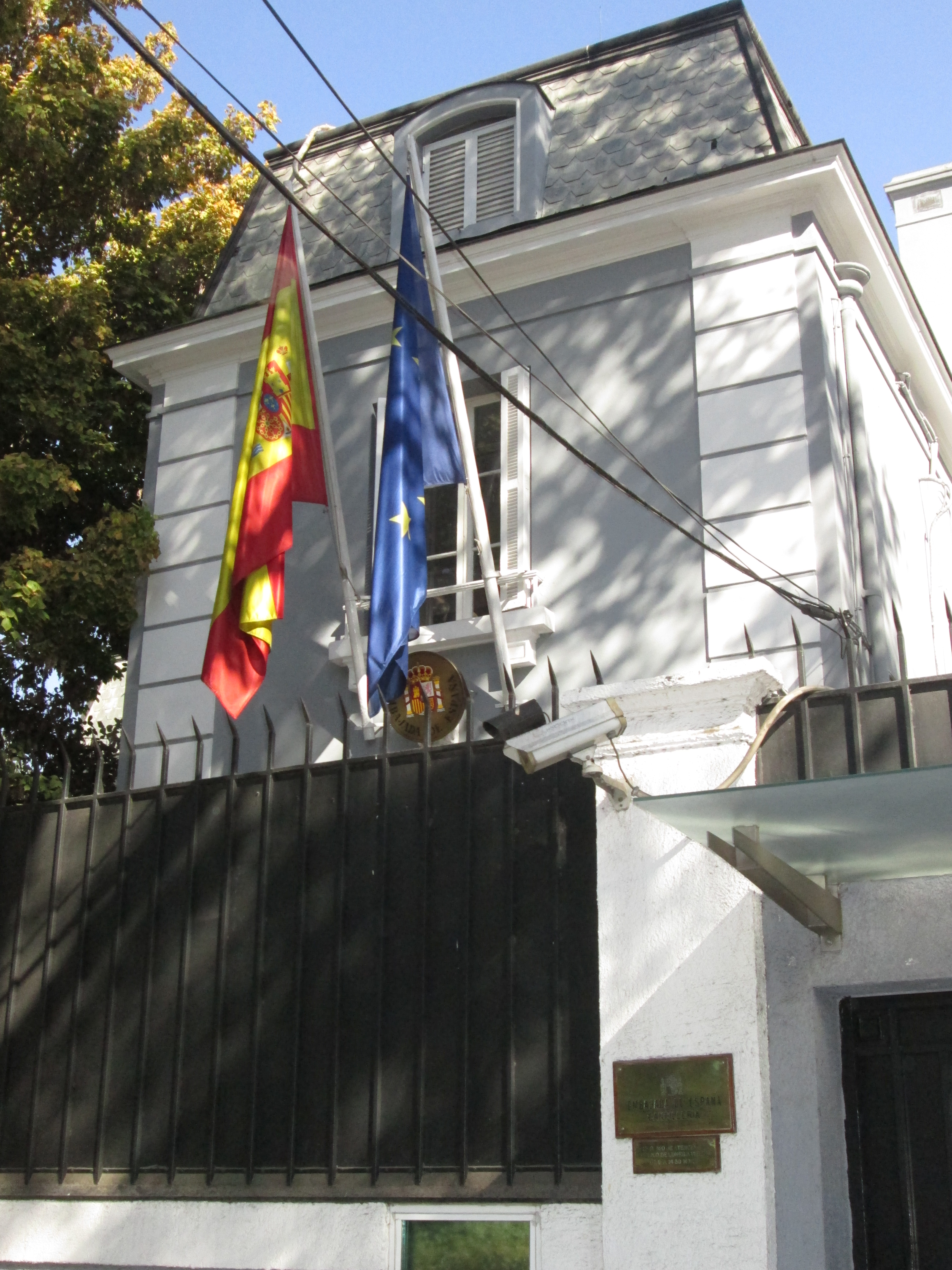
Embajada de España en Santiago de Chile

La embajada de España en Chile no solo se encarga de proteger a los ciudadanos españoles que residen en el país de manera temporal o definitiva; sino también brinda servicios consulares a ciudadanos chilenos.
- Embajada de España en Santiago de Chile.[16][17]
- Consulado honorario en Arica
- Consulado honorario en Antofagasta
- Consulado honorario en Castro
- Consulado honorario en Concepción
- Consulado honorario en Coquimbo
- Consulado honorario en Curicó
- Consulado honorario en Iquique
- Consulado honorario en Puerto Aysén
- Consulado honorario en Puerto Montt
- Consulado honorario en Punta Arenas
- Consulado honorario en Rancagua
- Consulado honorario en San Antonio
- Consulado honorario en Talca
- Consulado honorario en Temuco
- Consulado honorario en Valdivia
- Consulado honorario en Valparaíso